# Доводите на разума
„Доводите на разума“ или „Въздействие“ (на английски: „Persuasion“) e последният завършен роман на английската писателка Джейн Остин, публикуван в един том с Абатството Нортангър малко след смъртта ѝ, през декември 1817 г., но датиран 1818 г. Заглавието е вероятно измислено от брата на Джейн, Хенри; самата авторка е използвала работното заглавие „Сем. Елиът“ (The Elliots).
Романът проследява взаимоотношенията на Ан Елиът, дъщеря на английски ескуайър, и Фредерик Уентуърт, военноморски офицер, седем години след като Ан, под въздействие на обстоятелства, семейство и приятели, разваля годежа им.
Романът е считан за най-зрялата и умело написана творба на Остин.
На български език романът има два превода – „Въздействие“ (1992) и „Доводите на разума“ (1996).

## Основни герои
Имената на героите са взети от превода на Анна Елчинова (1996).
- Сър Уолтър Елиът – суетен и себичен баронет, ескуайър, вдовец, чието безделничество заплашва благосъстоянието на семейството.
- Елизабет Елиът – най-възрастната дъщеря на сър Уолтър; привлекателна, но безотговорна и егоистична.
- Ан Елиът – средната дъщеря на сър Уолтър и главната героиня на романа. Въпреки че е игнорирана от семейството си, тя е моралният му компас. Трезва, земна и отговорна, тя ръководи домакинството и се опитва да предотврати невъздържаното и необмислено поведение на сестрите и баща си. На 27-годишна възраст, шансовете ѝ за брак намаляват.
- Мери Масгроув – най-малката дъщеря на сър Уолтър, женена за съседа Чарлз Масгроув. Разглезена и неудовлетворена, Мери често се възприема за жертва на обстоятелствата и на заобикалящите я.
- Мистър Уилям Елиът – далечен братовчед и наследник на титлата на сър Уилям. Елизабет се надява да се ожени за него, но той е привлечен от Ан. Бракът му с една от сестрите ще подсигури претенциите върху титлата, докато евентуален втори брак на сър Уолтър (и раждане на мъжки наследник) ще я застраши.
- Чарлз Масгроув – съпруг на Мери и зет на сем. Елиът. Наследник на имението Апъркрос. След като Ан му отказва, Чарлз се жени за Мери, но запазва топлото си отношение към Ан.
- Лейди Ръсел – кръстница на Ан Елиът, приятелка на покойната лейди Елиът. Има огромно влияние върху Ан.
- Капитан Фредерик Уентуърт – военноморски офицер, любим на Ан. Привлекателен, амбициозен и способен, натрупва състояние като капитан на кораб по време на Наполеоновите войни. След седемгодишно отсъствие от Англия се завръща с намерение да се задоми.
- Адмирал Крофт – зет на капитан Фредерик Уентуърт. След пенсионирането си, наема Келинч Хол, имението на сем. Елиът.
- София Крофт – съпруга на адмирал Крофт и сестра на Фредерик Уентърт.
- Хенриета Масгроув – сестра на Чарлз Масгроув. На 20 години; сгодена за братовчед си Чарлз Хейтър.
- Луиза Масгроув – втората и най-малка сестра на Чарлз Масгроув. На 19 години. Жизнерадостна, лекомислена и незряла. Уентуърт е привлечен от жизнеността и непоколебимостта на младостта ѝ, особено в съпоставка със зрелостта и разсъдливостта на Ан, която той приема за слабохарактерност.
- Капитан Харвил – приятел на капитан Уентуърт, инвалид от войните; живее в Лайм със семейството си.
- Капитан Джеймс Бенуик – приятел на Уентуърт и Харвил. Меланхоличен и затворен след скорошната смърт на годеницата си, за която не могъл да се ожени поради финансови причини.
- Мисис Клей – бедна вдовица, дъщеря на адвоката на сър Елиът и приятелка на Елизабет. Привлекателна, приятна и комбинативна; опитва се да се ожени за сър Уолтър.
- Мисис Смит – съученичка и приятелка на Ан Елиът, която живее в Бат.

## Сюжет
Внимание:  Текстът по-долу разкрива сюжета на произведението (или части от него)!
Безделието и лекомислието са довели сър Уолтър Елиът до разорение. За да осигури издръжката си, на семейството се налага да отдаде имението си Келинч Хол в областта Съмърсет под наем и да се премести в по-евтино жилище в Бат. След дълги протести и претенции от страна на сър Уолтър и Елизабет, Келинч Хол е нает от адмирал Крофт и съпругата му. Седем години по-рано Ан е за кратко сгодена за шурея на адмирал Крофт, младия и перспективен военноморски офицер Фредерик Уентуърт. Предпазливата лейди Ръсел обаче успява да убеди Ан в ненадеждността на връзката им, тъй като бъдещето на младежа е неясно, а професията – рискова. Ан разваля годежа още преди да е официално обявен и никой освен младите и лейди Ръсел не знаят за него. Седем години по-късно Ан не оспорва разумността на доводите и решението си, но въпреки това съжалява за избора си, тъй като любовта ѝ към Фредерик не е стихнала. Междувременно той се издига в йерархията, става капитан и натрупва значителното състояние от 25 000 лири. С притеснение и вълнение Ан научава, че Фредерик се е завърнал в Англия и си търси жена.
Сър Уолтър и Елизабет заминават за Бат, придружени от мисис Клей. Ан планира да погостува на Мери, която е болна, преди да се присъедини към баща си и сестра си в Бат. Фредерик Уентуърт посещава сестра си и зет си и така се запознава със сем. Масгроув и отново среща Ан. Фредерик се държи студено и официално и отделя много по-голямо внимание на Хенриета и Луиза Масгроув. Въпреки че Хенриета е обещана на братовчед си Чарлз Хейтър, всички започват да открито да обсъждат коя сестра ще спечели сърцето на Фредерик. Ан стоически търпи тези дискусии и използва всяка възможност да избегне Фредерик.
Компанията заминава на екскурзия в курорта Лайм Реджис, където се запознават с приятелите на Фредерик, капитан Харвил и капитан Бенуик. По време на разходка по крайбрежната ивица, Луиза, флиртувайки с Уентуърт, пада, удря си главата и губи съзнание. Всички изпадат в паника, освен Ан, която оказва първа помощ и изпраща капитан Бенуик да търси лекар, тъй като той, за разлика от тях, познава града. Наблюдавайки решителните ѝ действия и присъствието ѝ на духа в този критичен момент, Уентуърт осъзнава, че чувствата му към нея въобще не са се променили и са все още силни. Непредпазливото му поведение е създало определени очаквания за брак у Луиза и семейството ѝ и той осъзнава, че е загубил Ан за втори път, но вече от собствената си глупост и гордост.
По съвпадение в Лайм е отседнал и мистър Елиът, низвергнат далечен племенник на сър Уолтър и наследник на титлата му. Въпреки че не са официално представени, мистър Елиът забелязва Ан. След като Луиза се възстановява и е върната при родителите ѝ, Ан се отправя за Бат. Там отново среща мистър Елиът, който търси сближаване с фамилията. Елизабет си мисли, че той се интересува от нея, докато всъщност мистър Елиът е привлечен от Ан и използва всяка възможност да покаже отношението си към нея. Ан е поласкана от неочакваното внимание и комплиментите му, но се съмнява в чистотата на характера му. Независимо от добрите му обноски и бързия му ум, тя е убедена, че той крие истинските си подбуди.
За нейна радост в Бат живее и бившата ѝ съученичка мисис Смит. От нея научава, че мистър Елиът е бил приятел на покойния мистър Смит и е спомогнал за неговото разоряване, след което го е изоставил. Затоплянето на отношенията със сър Уолтър е продиктувано от заплахата от раждането на наследник на титлата при евентуален брак на сър Уолтър с мисис Клей. Възхищението му от Ан е истинско, но бракът му с нея би допълнително подпомогнал каузата му. Така Ан се убеждава, че нейните подозрения за двойствеността на мистър Елиът са правилни.
Адмирал Крофт и съпругата му също посещават Бат и носят новината за годежа на Луиза. Сърцето на Ан е разбито, но скоро става ясно, че Луиза ще се жени за капитан Бенуик, с който се е сближила при възстановяването си. Фредерик също пристига в Бат, но се сблъсква със слуховете за предстоящия годеж на Ан с мистър Елиът. Адмиралът моли Фредерик да предаде на Ан, че Келинч Хол ще бъде освободен, в случай че новото семейство реши да се върне в него. За огромна радост на Фредерик, Ан отрича да е сгодена. Двамата все още са неспособни да признаят чувствата си един на друг; напротив, всеки смята, че другият е безвъзвратно загубен.
Сем. Масгроув идва в Бат да избира сватбени рокли за Луиза и Хенриета, която вече е официално сгодена за Чарлз Хейтър. С тях е и капитан Харвил. Ан и Харвил водят жива дискусия относно естеството на любовта на мъжете и жените, която дава надежда на Уентуърт. Той пише писмо на Ан, в което отново декларира любовта си към нея и я моли за ръката ѝ. Ан приема и този път няма противопоставяне нито от страна на семейството ѝ (за които богатството на Уентуърт е добре дошло), нито от страна на лейди Ръсел (която признава грешката си).

## Адаптации

### Телевизия
- Persuasion (1960) с участието на Дафни Слейтър и Пол Дейнмън.
- Persuasion (1971) с участието на Ан Фърбанк и Брайън Маршъл.
- Persuasion (1995) с участието на Аманда Рут и Кийрън Хайндс.
- Persuasion (2007) с участието на Сали Хокинс и Рупърт Пенри-Джоунс.
- Persuasion (2022) с участието на Дакота Джонсън и Космо Джарвис